# Micropterix imperfectella
Micropterix imperfectella és una espècie d'arna de la família Micropterigidae. Va ser descrita per Otto Staudinger, l'any 1859.
És una espècie endèmica d'Espanya.
La seva envergadura és de 6-8 mm.